# Schmach von Tirana
Als die Schmach von Tirana ging das Fußballspiel der deutschen Nationalmannschaft gegen die albanische Nationalmannschaft vom 17. Dezember 1967 in die deutsche Fußballgeschichte ein, bei dem die Qualifikation für die Fußball-Europameisterschaft 1968 in Italien verpasst wurde.

## Hintergrund
1968 war die erste Fußball-Europameisterschaft, die unter diesem Namen geplant und durchgeführt wurde, nachdem zwei vorangegangene Turniere unter dem Namen Europapokal der Nationen stattgefunden hatten. Da der Deutsche Fußball-Bund am Europapokal der Nationen kein Interesse gezeigt hatte, nahm 1966 erstmals eine Mannschaft der Bundesrepublik Deutschland an der EM-Qualifikation teil. Beim vorherigen internationalen Turnier, der Weltmeisterschaft 1966, war die Mannschaft von Trainer Helmut Schön hinter England Vizeweltmeister geworden.
Als Gruppengegner in der Qualifikationsgruppe 4 waren den Deutschen Albanien und Jugoslawien zugelost worden. Es war die einzige Gruppe mit drei Teams. Die nur drittklassigen Albaner galten als krasser Außenseiter, während Deutschland, unter anderem mit Günter Netzer im Aufgebot, leicht favorisiert in die Gruppenphase ging.
| Pl. | Land           | Sp. | S | U | N | Tore    | Diff. | Punkte |
| --- | -------------- | --- | - | - | - | ------- | ----- | ------ |
| 1.  | Jugoslawien    | 4   | 3 | 0 | 1 | 008:300 | +5    | 06:20  |
| 2.  | BR Deutschland | 3   | 2 | 0 | 1 | 009:200 | +7    | 04:20  |
| 3.  | Albanien       | 3   | 0 | 0 | 3 | 000:120 | −12   | 0:60   |

Erwartungsgemäß entwickelte sich ein Zweikampf zwischen Deutschland und dem spielstarken Jugoslawien. Die Jugoslawen konnten beide Partien gegen ihr Nachbarland Albanien gewinnen. Das Hinspiel gegen Deutschland hatten sie zwar 1:0 gewonnen, im Rückspiel unterlagen sie aber 1:3. Für die deutsche Mannschaft wurde das letzte Spiel gegen Albanien zur entscheidenden Partie. Es genügte ein einfacher Sieg, z. B. ein 1:0, um sich zu qualifizieren, da die Tordifferenz gegenüber Jugoslawien für Deutschland sprach. Das Hinspiel gegen Albanien acht Monate zuvor hatte Deutschland im Dortmunder Stadion Rote Erde mit 6:0 gewonnen.

## Spiel und Folgen

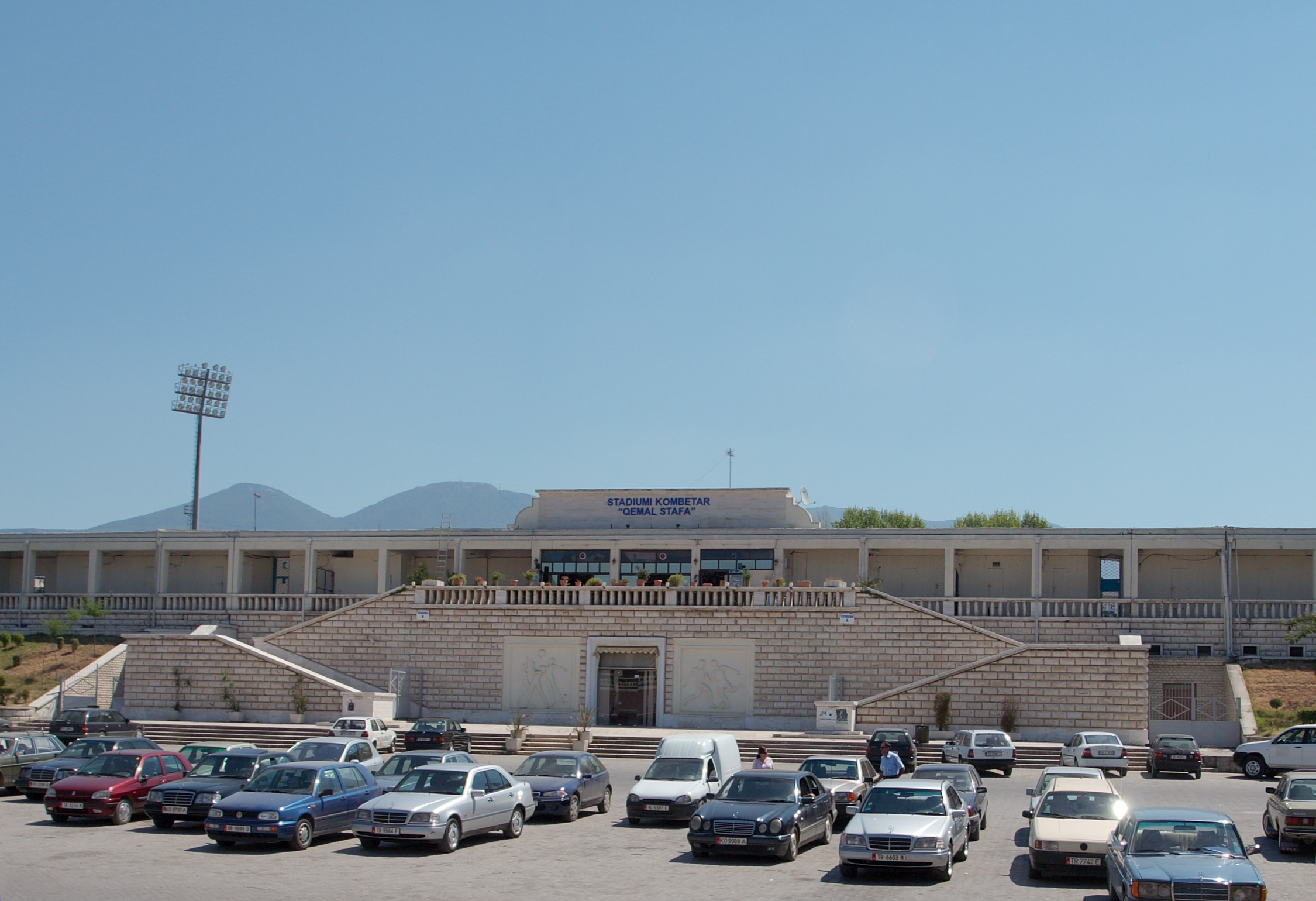
Qemal-Stafa-Stadion in Tirana (Aufnahme von 2007)

Wichtige Spieler wie Sepp Maier, Franz Beckenbauer, Gerd Müller oder Uwe Seeler waren aufgrund eingeschränkter Leistungsfähigkeit nicht nach Albanien gereist. Dennoch war Deutschland vermeintlich stärker besetzt als sein Gegner. In der deutschen Mannschaft standen noch fünf Spieler aus dem WM-Finale: Willi Schulz, Wolfgang Weber, Horst-Dieter Höttges, Wolfgang Overath und Sigfried Held. Zudem war Bernd Patzke in zwei WM-Spielen zum Einsatz gekommen. Peter Meyer, für den dies das einzige Länderspiel war, war zum Zeitpunkt des Spiels Führender in der Bundesligatorschützenliste, Hannes Löhr wurde letztlich nach Meyers späterer Verletzung Torschützenkönig.
Für den Torhüter Koço Dinella und den Verteidiger Frederik Gjinali war das Qualifikationsspiel ihr Debüt in der albanischen Nationalmannschaft. Die meisten Länderspiele hatten mit jeweils 13 Einsätzen der Kapitän Lin Shllaku, der Mittelfeldspieler Ali Mema von 17 Nëntori sowie der Mittelstürmer Panajot Pano von Partizani, der später vom albanischen Fußballverband zum besten Spieler Albaniens des 20. Jahrhunderts gewählt wurde.
Auf dem harten Spielfeld im Qemal-Stafa-Stadion in Tirana gelang es der deutschen Mannschaft jedoch nicht, Albanien mit spielerischen Mitteln in die Knie zu zwingen. Die fußballerisch schwache Heimmannschaft trotzte den Deutschen ein torloses Unentschieden ab.
Durch dieses Ergebnis verpasste Deutschland die Endrunde einer Europameisterschaft zum bisher einzigen Mal. Das 0:0 gegen Albanien wurde von der deutschen Öffentlichkeit allgemein als blamabel und vermeidbar empfunden.

„Das Versagen des Star-Ensembles um Netzer, Overath und Löhr kostete Bundestrainer Helmut Schön beinahe seinen Job.“

Es ist bislang das einzige Spiel der albanischen Fußballnationalmannschaft, das sie gegen eine bundesdeutsche Auswahl nicht verloren hat.

### Spieldaten
| Paarung        | Albanien – BR Deutschland |
| Ergebnis       | 0:0 |
| Datum          | Sonntag, 17. Dezember 1967 |
| Stadion        | Qemal-Stafa-Stadion, Tirana |
| Zuschauer      | 28.000 |
| Schiedsrichter | Ferdinand Marschall ( Österreich) |
| Tore           | keine |
| Albanien       | Koço Dinella – Frederik Gjinali, Frederik Jorgaqi, Teodor Vaso, Ramazan Rragami, Lin Shllaku, Panajot Pano, Ali Mema, Mehdin Zhega, Josif Kazanxhi, Sabah Bizi Cheftrainer: Loro Boriçi            |
| BR Deutschland | Horst Wolter – Bernd Patzke, Willi Schulz , Wolfgang Weber, Horst-Dieter Höttges, Wolfgang Overath, Günter Netzer, Sigfried Held, Hans Küppers, Hannes Löhr, Peter Meyer Cheftrainer: Helmut Schön |

## Reminiszenz
In den 2000er Jahren wurde das Spiel zu einem Running Gag in der Fernsehberichterstattung von Länderspielen in der ARD. Bei den Analysegesprächen zu den aktuellen Länderspielen sprach der Moderator Gerhard Delling immer wieder seinen Co-Moderatoren und ARD-Experten Günter Netzer auf das damalige Albanien-Spiel an, an dem Netzer teilgenommen hatte; Netzer reagierte immer wieder verärgert darauf.

## Weitere heikle Albanien-Spiele

### EM-Qualifikationsspiel vom 20. November 1983
Fast 16 Jahre später, am 20. November 1983, stand Deutschland in Saarbrücken wieder in einem EM-Qualifikationsspiel gegen Albanien und musste wieder im letzten Spiel gewinnen, um sich für die Finalrunde zu qualifizieren, da Nordirland als Mitkonkurrent zwei Punkte Vorsprung vor Deutschland hatte. Auch dieses Mal reichte wieder ein einfacher Sieg aufgrund der besseren deutschen Tordifferenz. Das als Außenseiter geltende Albanien ging in der 23. Spielminute durch Genc Tomorri nach einem Konter in Führung. Die Vorlage gab Ferid Rragami. Im direkten Gegenzug gelang Karl-Heinz Rummenigge per direkt verwandeltem Freistoß jedoch der Ausgleichstreffer. Tomorri sah in der 45. Spielminute nach einer Tätlichkeit gegen Rudi Völler die Rote Karte.
In der 79. Minute konnte Gerd Strack den 2:1-Siegtreffer erzielen, was die Qualifikation Deutschlands für die Endrunde 1984 in Frankreich bedeutete.
Die deutsche U-21-Nationalmannschaft war tags zuvor in der Qualifikation zur U-21-Fußball-Europameisterschaft 1984 durch ein 1:1 an Albanien gescheitert.
Aufstellungen
Albanien: Perlat Musta – Ruci, Ferid Rragami, Omuri, Ahmetaj, Lame, Ballgjini, Vukatane (83. Ijka), Arben Minga, Fiksarko, Genc Tomorri.
Schiedsrichter: Mattsson (Finnland)
Deutschland: Toni Schumacher – Bernd Förster, Gerd Strack, Karlheinz Förster, Hans-Peter Briegel (34. Jonny Otten) – Wolfgang Dremmler, Lothar Matthäus, Norbert Meier, Pierre Littbarski (68. Herbert Waas) – Rudi Völler, Karl-Heinz Rummenigge.

### Griechenlands Schmach von Tirana
Griechenlands 1:2-Niederlage in Tirana am 4. September 2004 in der Qualifikation zur Fußball-Weltmeisterschaft 2006 wurde von deutschen Medien zum Teil ebenfalls zur Schmach von Tirana erklärt. Die Griechen waren zwei Monate zuvor bei der Fußball-Europameisterschaft 2004 in Portugal Europameister geworden. Die frühen Tore von Edvin Murati und Adrian Aliaj konnten die Griechen nicht mehr wettmachen. Trainer der Albaner war Hans-Peter Briegel, in den Medien oft als Intimfeind des Griechentrainers Otto Rehhagel bezeichnet. Nach dem Spiel kam es an vielen Orten in Griechenland zu Ausschreitungen, die oft gegen Albaner gerichtet waren. Auf Zakynthos wurde dabei ein Albaner erstochen.